# Gaia Tormena
Gaia Tormena, née le 23 juillet 2002 à Aoste, est une coureuse cycliste italienne, spécialiste de VTT cross-country eliminator. Elle pratique également le cyclisme sur piste et le triathlon d'hiver. Elle est notamment quintuple championne du monde (2019, 2021, 2022, 2023 et 2024) et sextuple championne d'Europe de cross-country eliminator (entre 2019 et 2024). Elle a également remporté six fois la Coupe du monde de la spécialité entre 2019 et 2024. 

## Biographie
Entre 2019 et 2021, elle remporte toutes les courses de cross-country eliminator où elle est au départ, à l'exception des mondiaux 2020, lorsqu'elle s'incline en finale à la photo-finish face à la Française Isaure Medde. Elle est à nouveau championne du monde en 2022, 2023 et 2024. En 2025, elle ne peut pas défendre son titre, après s’être fracturé un coude à l'entraînement.

## Palmarès en VTT

### Championnats du monde
- Waregem 2019
  -  Championne du monde de cross-country eliminator
- Louvain 2020
  -  Médaillée d'argent du cross-country eliminator
- Graz 2021
  -  Championne du monde de cross-country eliminator
- Barcelone 2022
  -  Championne du monde de cross-country eliminator
- Palangkaraya 2023
  -  Championne du monde de cross-country eliminator
- Aalen 2024
  -  Championne du monde de cross-country eliminator

### Coupe du monde
- Coupe du monde de cross-country eliminator (5)
  - 2019 : 1re du classement général, vainqueur de 3 manches
  - 2020 : vainqueur de 2 manches
  - 2021 : 1re du classement général, vainqueur de 5 manches
  - 2022 : 1re du classement général, vainqueur de 6 manches
  - 2023 : 1re du classement général, vainqueur de 3 manches
  - 2024 : 1re du classement général, vainqueur de 3 manches

### Championnats d'Europe
- Brno 2019
  -  Championne d'Europe de cross-country eliminator
- Monte Tamaro 2020
  -  Championne d'Europe de cross-country eliminator
- Novi Sad 2021
  -  Championne d'Europe de cross-country eliminator
- Anadia 2022
  -  Championne d'Europe de cross-country eliminator
- Sakarya 2023
  -  Championne d'Europe de cross-country eliminator
- Gibraltar 2024
  -  Championne d'Europe de cross-country eliminator

### Championnats d'Italie
- 2019
  -  Championne d'Italie de cross-country eliminator

## Palmarès sur piste

### Championnats d'Europe
| Édition / Épreuve                 | Vitesse par équipes |
| Fiorenzuola d'Arda 2020 (juniors) | Argent              |